# 해바라기 (1998년 드라마)
《해바라기》는 MBC에서 1998년 11월 25일부터 1999년 1월 21일까지 방영된 수목 미니시리즈이다.
이 드라마는 당대 최고의 청춘스타들을 중심으로 대학 종합병원 신경외과 의사들의 모습을 담았으며, 많은 인기를 끌어 최고 시청률 38.9%, 평균 시청률 32.0%을 기록하며 역대 의학 드라마 중 1위를 유지하고 있다(사극 제외).

## 등장 인물

### 주요 인물
- 안재욱 : 장현우 역 - 신경외과 전문의
- 김희선 : 한수연 역 (아역 김민정) - 신경과 레지던트 1년차
- 추상미 : 최하경 역 - 신경외과 전문의
- 한재석 : 권인찬 역 - 신경외과 레지던트 3년차
- 남성진 : 하준서 역 - 신경외과 전문의

### 신경외과
- 조경환 : 서남준 역 - 과장
- 안정훈 : 고상도 역 - 치프, 레지던트
- 차태현 : 허재봉 역 - 레지던트 1년차
- 최강희 : 이은주 역 - 병동 간호사
- 경인선 : 박순덕 역 - 병동 수간호사

### 신경과
- 김지연 : 박상희 역 - 치프, 레지던트
- 박영지 : 김장성 역 - 과장
- 김승수 : 레지던트 역
- 이영호 : 레지던트 역

### 그 외 인물
- 심양홍 : 병원장 역 - 전 신경외과 과장
- 이근희 : 윤태동 역 - 마취과 전문의
- 윤순홍 : 마취과 전문의 역
- 최준용 : 정형외과 레지던트 역 - 치프
- 이영범 : 정신과 전문의 역
- 박광정 : 진단방사선과 전문의 역
- 김정은 : 문순영 역 - 전 산부인과 신생아실 간호사, 현재 정신과 환자
- 정준호 : 문순남 역 - 문순영의 오빠
- 전인택 : 장현준 역 - 장현우의 형, 목사
- 박순천 : 김은정 역 - 장현우의 형수
- 윤문식 : 허재봉의 아버지 역
- 김지영 : 허재봉의 어머니 역
- 홍순창 : 신경외과 환자 역 - 수술 후 반신마비
- 박철 : 신경외과 환자 사이비 박수무당 역
- 구보석 : 의료소송 사건담당 변호사 역
- 이효정 : 의료소송 사건담당 검사 역
- 박영목 : 의료소송 사건담당 판사 역
- 최병학 : 김준섭 역 - 신경외과 환자 권인찬의 은사
- 김기현 : 윤재호 역 - 의과대학 학장
- 홍석천 : 가발숍 주인 역
- 조미령 : 성은미 역 - 특실 입원환자
- 이진우 : 성은미의 남편 역
- 홍민우 : 윤상구 역 - 신경외과 환자
- 이은철 : 윤상구의 처남 역
- 김혜정 : 신경외과 환아 동석의 어머니 역
- 이민호 : 신경외과 수간호사 박순덕의 아들 역
- 유현지 : 하종미 역 - 신경외과 아동 환자
- 윤지환 : 한수연의 이복동생 역
- 한인수 : 한수연의 아버지 역
- 권인선 : 간호사 역
- 박형선
- 윤예리
- 손소영
- 김용희
- 전재룡
- 송일국
- 김상엽
- 함신영
- 허성수
- 조재혁
- 홍은희
- 이승아
- 구민지
- 이현경
- 신귀식
- 유서진
- 정기성
- 고용화
- 김일웅
- 정수형
- 김윤중
- 구혜진
- 김세아
- 김정민
- 홍승옥
- 이근희
- 서갑숙
- 고동현
- 나성균
- 김호영
- 정대홍
- 박윤배
- 이원재
- 조형기
- 최우혁
- 서범식
- 안해숙
- 차기환
- 윤현정
- 이미녀

## 동시간대 드라마
- KBS 수목 미니시리즈

1998년 2월 18일부터 2000년 7월 20일까지 제작 · 방송되지 않음.
- SBS 수목 미니시리즈

《승부사》 (1998년 9월 16일 ~ 1998년 12월 3일)
《단단한 놈》 (1998년 12월 9일 ~ 1998년 12월 31일)
《파도위의 집》 (1999년 1월 6일 ~ 1999년 1월 14일)